# Грант, Райан
Райан Берт Грант (англ. Rhyan Bert Grant; 26 февраля 1991, Кановиндра, Австралия) — австралийский футболист, защитник клуба «Сидней» и сборной Австралии.

## Клубная карьера

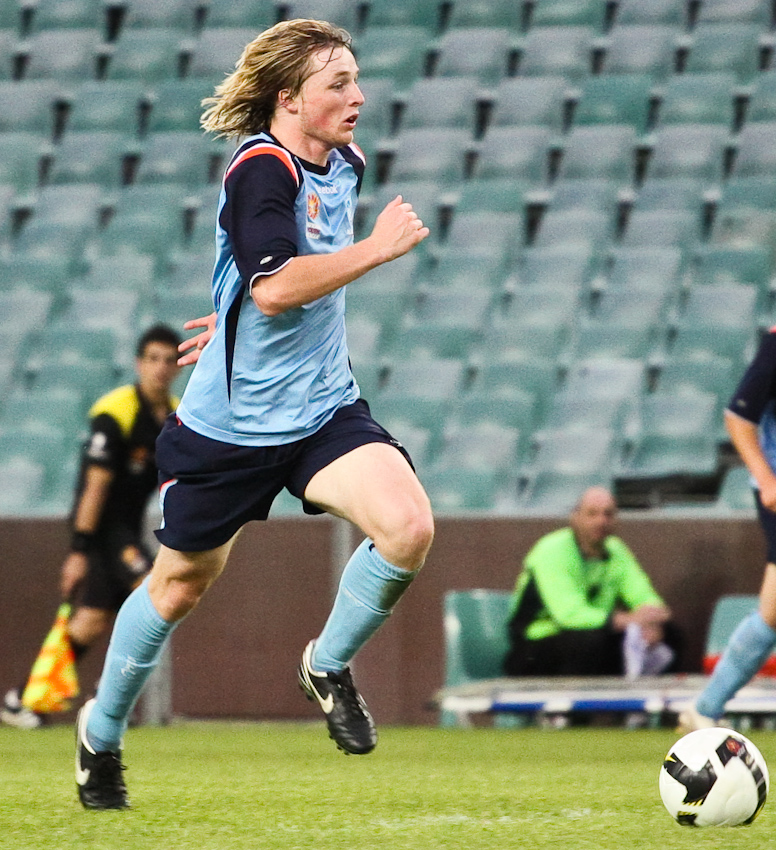
Грант в составе «Сиднея»

Грант — воспитанник клуба «Сидней». 21 декабря 2012 года в матче против «Перт Глори» он дебютировал в А-Лиге. В 2010 году Райан помог клубу выиграть чемпионат. 28 августа в поединке против «Сентрал Кост Маринерс» он забил свой первый гол за «Сидней». 25 мая 2016 года в матче азиатской лиги чемпионов против китайского «Шаньдун Лунэн» Райан забил гол. В 2017 году он во второй раз стал чемпионом Австралии.

## Международная карьера
В 2009 году в составе молодёжной сборной Австралии Грант принял участие в молодёжном Чемпионате мира в Египте. На турнире он сыграл в матчах против команд Бразилии и Коста-Рики.
В 2011 году Райан во второй раз принял участие в молодёжном Чемпионате мира в Колумбии. На турнире он сыграл в матчах против команд Эквадора, Испании и Коста-Рики.
20 ноября 2018 года в товарищеском матче против сборной Ливана Грант дебютировал за сборную Австралии.
В 2019 году Грант включён в состав сборной на кубок Азии в ОАЭ. На турнире он сыграл в матчах против команд Иордании, Палестины, Сирии, Узбекистан и ОАЭ.

## Достижения
Командные
 «Сидней»
- Чемпионат Австралии по футболу — 2009/2010
- Чемпионат Австралии по футболу — 2016/2017